# グループ改革
グループ改革（グループかいかく）は、かつて存在した自由民主党系無所属の衆議院議員による院内会派である。

## 会史
2003年、第43回衆議院議員総選挙で当選した自由民主党系無所属の新人議員である御法川信英、川上義博、武田良太、坂本哲志、西村康稔の5人によって、2003年11月17日に結成され、代表には川上が就任。同年末、国会議員5人という要件をもって政党化し、政党交付金を受け取る構想が存在したが、世論の強い反発が予想されたため断念した。
2004年1月6日に西村が単独で自民党に入党し、その後、残りの議員の自民党入党も認められる運びとなって、同年6月4日、グループ改革は解散し、4人は自民党会派入りした。その後、御法川、川上、武田の3人は正式に自民党入党を果たしたが、坂本のみは選挙区事情のもつれから、正式な自民党入党は先送りとなった。その後、対立候補だった松岡利勝の死去に伴う補欠選挙を経て2007年にようやく自民党入党を果たした。